# Мазиково
Мази́ково (тат. Дүртөйле) — деревня в Апастовском районе Республики Татарстан, в составе Ишеевского сельского поселения.

## География
Деревня находится на реке Дюртили (левый приток реки Улема), в 6 км к юго-востоку от районного центра — посёлка городского типа Апастово.

## История
Деревня основана в XVII веке.
В XVIII — первой половине XIX веков жители относились к категории государственных крестьян. Основные занятия жителей в этот период — земледелие и скотоводство.
В «Списке населенных мест по сведениям 1859 года», изданном в 1866 году, населённый пункт упомянут как казённая деревня Починок Шимкус (Мазиково) 2-го стана Тетюшского уезда Казанской губернии. Располагалась при речке Большой Улеме, по левую сторону торгового тракта из Тетюш в Свияжск, в 27 верстах от уездного города Тетюши и в 30 верстах от становой квартиры во владельческом селе Знаменское (Чипчаги). В деревне в 111 дворах жили 644 человека (313 мужчин и 331 женщина). Была мечеть.
В начале XX века в деревне функционировали мечеть, мектеб, ветряная мельница, 2 мелочные лавки. В этот период земельный надел сельской общины составлял 890,8 десятины.
До 1920 года деревня входила в Ильинско-Шонгутскую волость Тетюшского уезда Казанской губернии. С 1920 года в составе Тетюшского, с 1927 года – Буинского кантонов ТАССР. С 10 августа 1930 года в Апастовском, с 1 февраля 1963 года в Тетюшском, с 4 марта 1964 года в Апастовском районах.
С 1931 года деревня входила в колхоз имени Фрунзе, с 1993 – в сельскохозяйственный кооператив имени Фрунзе, с 2003 – в сельскохозяйственное предприятие «Енали».
До 2012 года в деревне действовала начальная школа.

## Население
| 1782 | 1859 | 1897 | 1908 | 1920 | 1926 | 1938 | 1949 | 1958 | 1970 | 1979 | 1989 | 2002 | 2010 | 2015 |
| ---- | ---- | ---- | ---- | ---- | ---- | ---- | ---- | ---- | ---- | ---- | ---- | ---- | ---- | ---- |
| 82   | 644  | 800  | 940  | 831  | 510  | 522  | 392  | 327  | 278  | 244  | 155  | 164  | 145  | 146  |

Национальный состав села — татары.

## Экономика
Жители работают преимущественно в сельскохозяйственном предприятии «Свияга» (с 2011 г.), занимаются полеводством, молочным скотоводством.

## Инфраструктура
В селе действуют детский сад, сельский клуб, фельдшерско-акушерский пункт, библиотека. Через село проходит автомобильная дорога регионального значения 16К-0369 «Апастово — Тетюши».

## Религия
Мечеть (1992 год).